# Déu

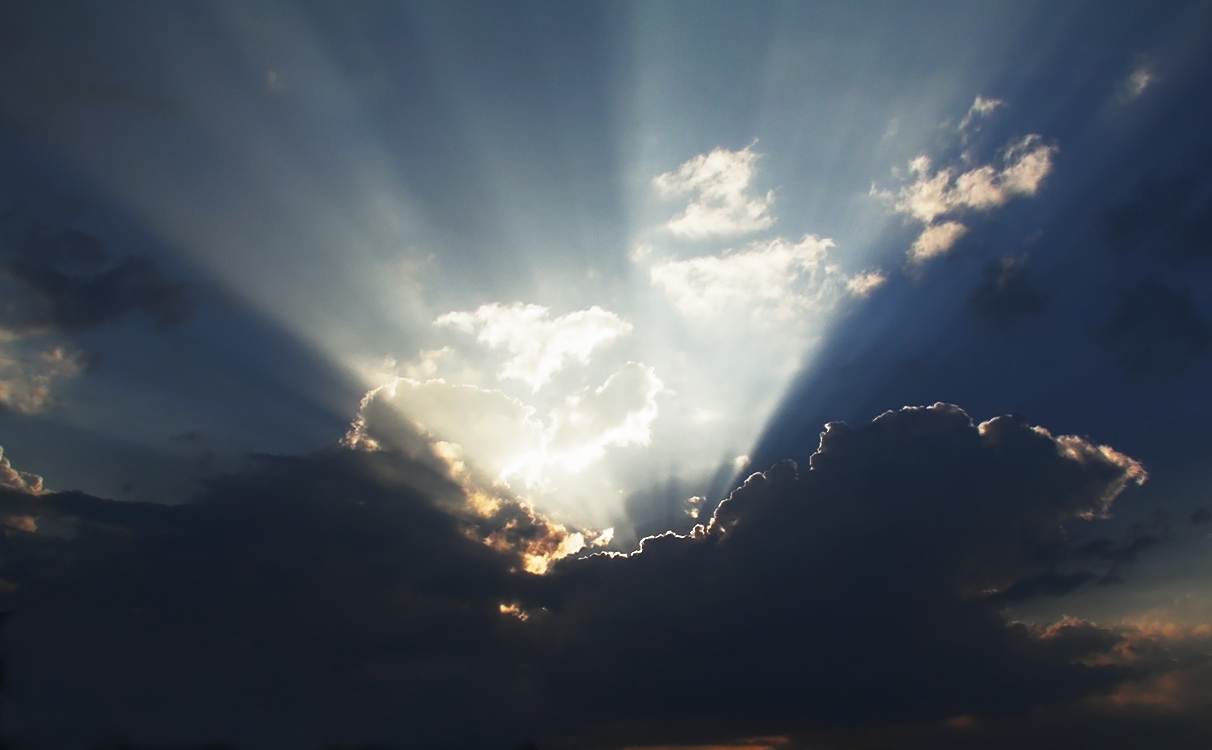
Sovint Déu és imaginat com una força de la natura o com un ens conscient que es pot manifestar en un aspecte natural. Tant la llum com les penombres són símbols canònics per representar Déu.

Un déu o divinitat és un ésser superior, no humà, que representa el sagrat. En ambients cristians, s'acostuma a escriure en minúscula els déus de les religions politeistes (estudiats per la mitologia) i en majúscula l'entitat abstracta del monoteisme (el Creador omnipotent, estudiat per la teologia i centre de la religió). Si la religió corresponent inspira la llei secular, la societat o el règim polític s'anomena teocràcia (és a dir, 'el govern de Déu').
Sota els postulats del monisme, déu és la paraula per designar la substància comuna de tots els éssers i totes les coses, de la qual tot s'ha originat de forma temporal i a la qual tot retorna per gaudir novament de la seva qualitat d'unicitat i plenitud original. Creuen que més enllà de tot déu transcendeix el temps, l'espai i qualsevol altra dimensió, per tant Déu és previ, i posterior més enllà de qualsevol forma, nom, dogma i paraula, i a la vegada creuen que Déu és la substància present en qualsevol forma, nom, dogma i paraula.

## Etimologia

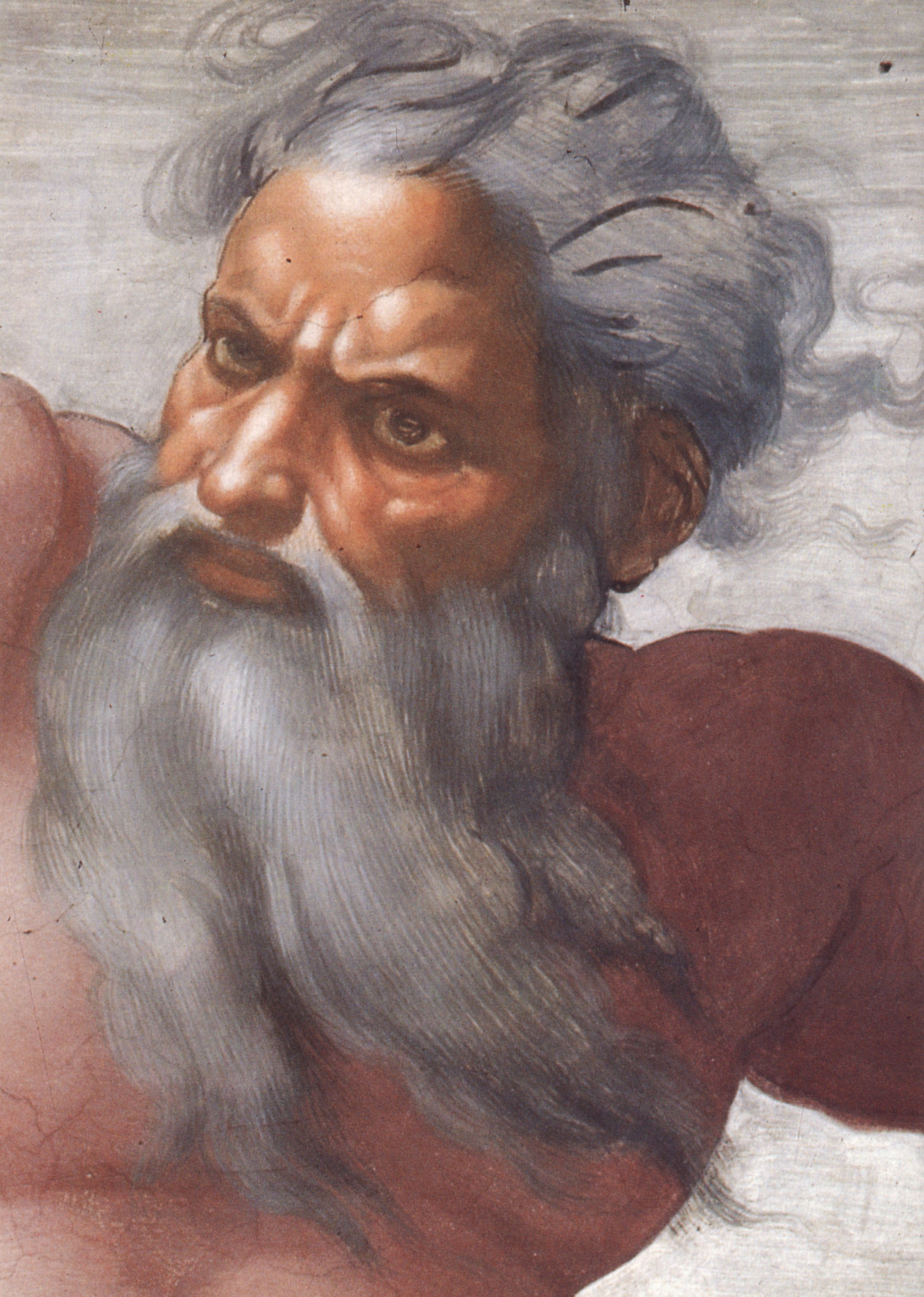
Déu segons Miquel Àngel

En català, com en les altres llengües romàniques, la paraula «Déu» ve directament del llatí deus, deïtat, déu. El llatí deus, en altres llengües romàniques, va derivar en deus (gallec i portuguès), dios (castellà), dieu (francès) i dio (italià). El mot llatí està emparentat etimològicament amb la paraula grega Διός (diós), forma del genitiu de Ζέυς (Zeus).
Tant aquestes paraules com moltes d'altres en diverses llengües indoeuropees s'interpreten com a derivades d'una única arrel original protoindoeuropea: *dyew-, que sembla que indicava quelcom relacionat amb la llum i allò celestial (és probable que estigui relacionada amb la nostra paraula dia, a través del llatí dies). Trobem mots derivats d'aquesta forma reconstruïda per exemple en sànscrit: देव (devá), en persa antic 𐎭𐎡𐎺 (daiva) o en anglès Tiw, entre d'altres.
En grec antic també existeix la forma θεός (theós), testimoniada des d'època micènica (en sil·labari micènic: 𐀳𐀃 (te-o)) que significa "deïtat", "déu", provinent tanmateix d'una arrel indoeuropea diferent, relacionada amb l'acció de "fer" o "col·locar" (pel fet que el déu és qui ho col·loca i fa tot com vol). Amb aquesta paraula es formen mots compostos en grec que ens han arribat a les nostres llengües com ara ateu, teologia o teogonia.
El nom apareix sistemàticament associat en la majoria dels casos a un*ph₂tér, que significa pare. Entre les diverses derivacions tenim el grec Ζεῦ πάτερ (Zéu Páter) o el sànscrit द्यौष्पितृ (dyáuṣ-pitṛ́). La forma en llatí és Iu Piter (Júpiter), i també l'expressió més tardana, Deus Pater, que en català evoluciona a Déu Pare.
En les llengües germàniques la paraula per designar la deïtat prové de l'arrel protogermànica *gudą, d'on vénen god (anglès i neerlandès) o Gott (alemany). Aquesta arrel derivaria de la forma indoeuropea reconstruïda *ǵhutóm, provinent d'una arrel amb un sentit "d'anomenar", "invocar". D'aquesta mateixa arrel podria derivar-se el nom del poble got.
El nom Jahvè o la seva derivació Jehovà procedeix de l'hebreu yhwh i no guarda parentiu amb cap de les formes indoeuropees de designar el déu suprem. Jahvè és el nom propi bíblic de Déu, mentre que per referir-se a la divinitat d'una manera genèrica les llengües semítiques tenen l'arrel El, que ha donat lloc, entre d'altres, a l'àrab Al·là o a l'hebreu Elohim.
En les llengües precolombines, teotl significa déu.

### Ús de la majúscula
En català es refereix al déu del judaisme, el cristianisme, l'islam i, de vegades, de l'hinduisme amb lletra majúscula («Déu») com es fa en qualsevol nom propi. Però també els pronoms i adjectius relatius a Déu s'escriuen amb majúscula, com a fórmula de respecte (cf. la segona persona de cortesia en alemany, Sie, va sempre amb majúscula); per exemple, s'escriu «el Senyor», «Ell», «Tu», «Vós», etcètera.

## Els noms de Déu
En català, el vocable «Déu» es fa servir per referir-se a la deïtat suprema de les religions monoteistes. Tanmateix, no sempre es tradueixen els noms que en altres religions designen al mateix Déu, o a un concepte semblant, sinó que s'esmenten amb la llengua del país d'origen. Alguns noms que es refereixen o es poden referir al mateix Déu:

El tetragrammaton ('quatre lletres') Yhwh en fenici (des del 1100 aC fins a 300 dC), en arameu (des del fins al segle I dC) i en hebreu modern

- Al·là (àrab: اﷲ, Allāh), en l'islam. Encara que se sol creure el contrari, no és un nom propi sinó la paraula «déu» en àrab. Amb aquesta paraula, els araboparlants (siguin musulmans, cristians o jueus) es refereixen al Déu únic de les religions monoteistes.[1][2][3] És la versió àrab del nom semític El, que ha donat lloc també a l'hebreu Elohim.
- Cao Đài (vietnamita), en el caodaisme
- Jahvè o Jahveh (hebreu: יהוה, yhwh‎) és el nom original del déu creador, revelat per ell mateix al profeta Moisès. Primerament usat per les comunitats jueves i després per les cristianes. Sol traduir-se com 'el que és' o 'el que viu'. Aquesta grafia hebrea יהוה és coneguda pel vocable grec tetragràmmaton. En el culte jueu aquest nom mai no es pronuncia encara que aparegui escrit en els texts religiosos, dient-se al seu lloc Adonai, que significa 'el Senyor'. Pel fet que en el text hebreu no hi ha vocals, no se sap com pronunciar exactament el Nom (que els Savis Hebreus transmetien oralment als seus alumnes) i per això n'hi ha que usen la transcripció de Jahvè mentre que d'altres utilitzen el nom Jehovà, juxtaposant les vocals d'Adonai a les consonants de YHWH. La pràctica jueva de substituir el nom diví per títols com es va adoptar en còpies posteriors de la Septuaginta grega, la Vulgata llatina i en moltes altres traduccions, antigues i modernes, i per això hi ha traduccions al català de la Bíblia que substitueixen el nom hebreu per 'Senyor'. El 1611, la versió anglesa de la Bíblia del rei Jaume feia servir quatre vegades el nom de Jehovà.
- Elohim (de l'hebreu també), és usat a la Bíblia.
- Santíssima Trinitat (incloent-hi el Pare, el Fill i l'Esperit Sant), representa Déu en gairebé totes les confessions cristianes. Alguns cristians identifiquen Déu Pare amb Jahvè del judaisme com el mateix Déu; tanmateix, altres cristians creuen que Jahvè no és Déu Pare, sinó Déu Fill, és a dir Jesucrist.
- Amaterasu OoKamisama (japonès: 天てらす大神様): 'senyor déu que il·lumina el cel', en el xintoisme del Japó, encara que el xintoisme no posseeix textos sagrats, ni una deïtat única ni predominant.
- Amè minakanushi ('senyor déu pare celestial') en el xintoisme antic, encara que el xintoisme no posseeix textos sagrats, ni una deïtat única ni predominant.
- Avalokiteshvara (sànscrit: अवलोकितेश्वर) segons alguns budistes.
- Waheguru és el terme del sikhisme per a Déu.
- Teotl significa 'déu' en náhuatl (encara que s'ha de recordar que eren politeistes).
- Anu és el déu suprem de la religió sumèria.
- Jah -apòcope de Yahvéh- és el nom del déu dels rastafaris.
- Igzi'abihier (literalment 'senyor de l'Univers') a l'Església Ortodoxa d'Etiòpia.
- Jaungoikoa, o abreujadament Jainkoa ('Senyor de les Altures') en basc.
- Ngai és el nom Massai de Déu.
- Niskam per als micmac.
- Yalla per als wolof.
- Déu per als catalanoparlants.

## Qualitats divines
Hi ha probablement tantes nocions de què la divinitat existeix com de cultures o d'individus; i les qualitats que li són atribuïdes varien igualment. En filosofia, en una perspectiva creient, Déu és l'Ésser per excel·lència; es parla també en metafísica de causa primera i/o final. En teologia rep tradicionalment els atributs següents:
- Per a l'existència: infinitat, immutabilitat i perfecció.
- Per a la voluntat i l'enteniment: omnipotència, saviesa, justícia i bondat.

En les accepcions abrahàmiques, així com en altres religions més recents o comptant menys adeptes, és omniscient, omnipotent, omnipresent. Certes aproximacions es limiten aquesta omnipotència pel lliure albir concedit als humans. El Llibre dels XXIV filòsofs ofereix un resum de les qualitats divines més comunes.

## El Déu dels monoteismes

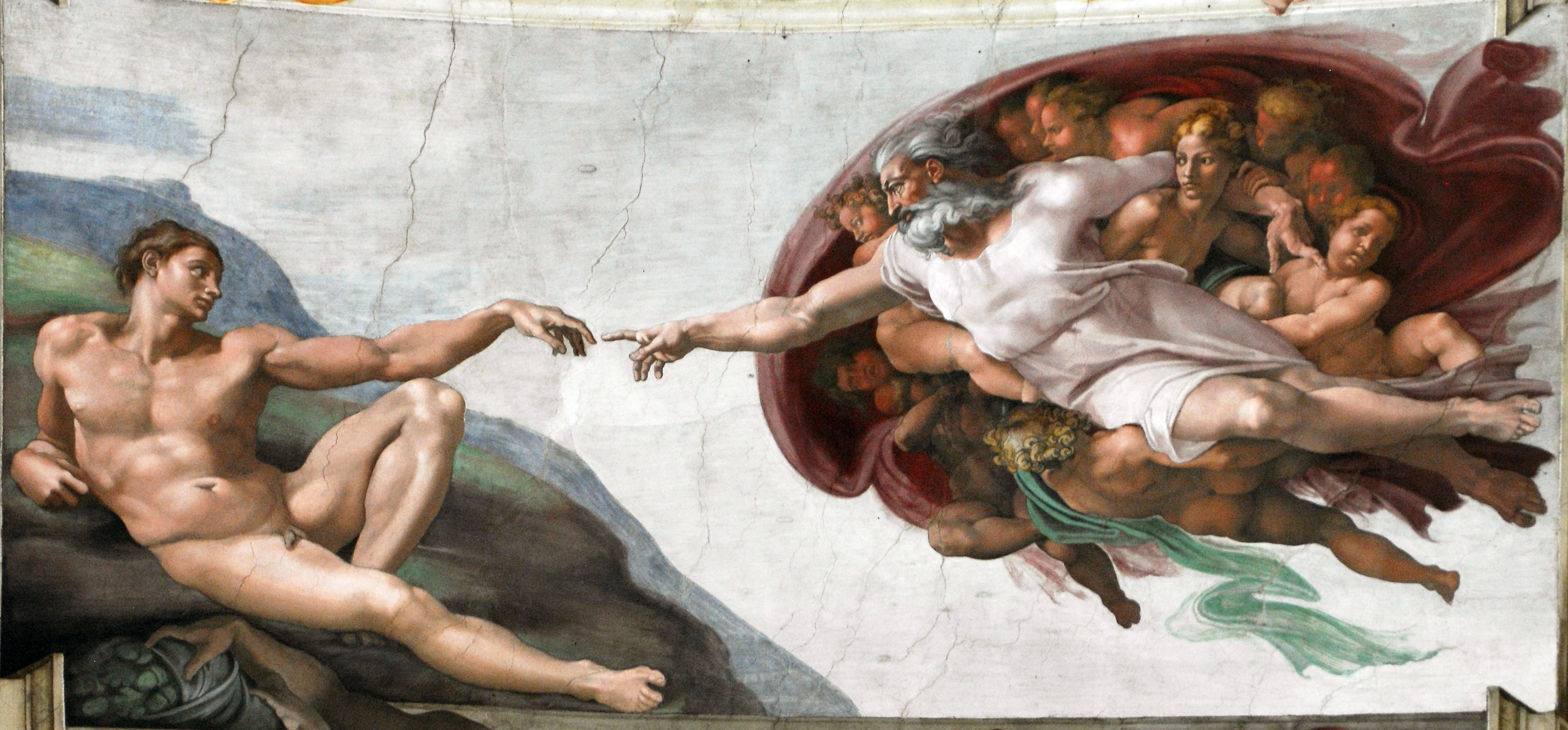
Pintura de Miquel Àngel en el sostre de la Capella Sixtina del Vaticà a Roma (que representa Déu i la creació d'Adam).

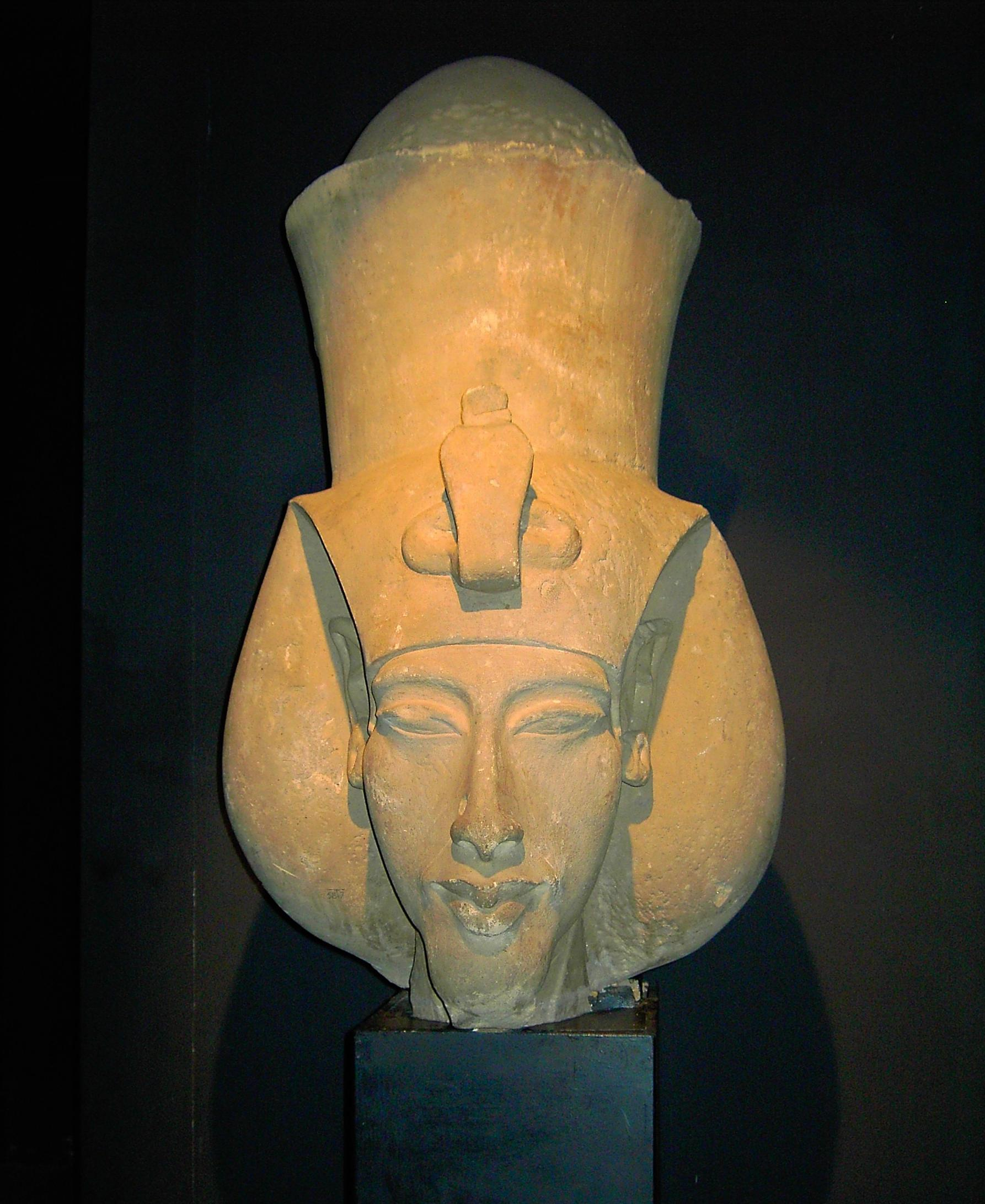
El faraó Akhenaton (Amenhotep IV) va promoure culte iconoclàstic del déu solar egipci sent, probablement, l'exemple més antic de monoteisme.

Les religions monoteistes adoren una divinitat única, que va creixent en abstracció i atributs amb el pas dels segles per diferenciar-se dels cultes politeistes, considerats pagans. El Déu (amb majúscules perquè és l'únic) és una entitat no corpòria i eterna, amb els atributs de l'omnipotència, omnisciència i omnipresència, creadora de tot el que existeix i font última de la bondat moral dels actes humans (els quals jutja al final de la vida de cada persona).
A l'Orient antic moltes ciutats tenien el seu propi déu local, encara que aquesta adoració d'un sol déu no va implicar la negació de l'existència d'altres déus.
El culte iconoclàstic del déu solar egipci Aton va ser promogut pel faraó Akhenaton (Amenhotep IV), que va governar entre 1358 aC i 1340 aC. El culte d'Aton, el déu del sol, s'esmenta sovint com l'exemple de monoteisme més antic del qual es té coneixement i de vegades s'esmenta com una influència en la formació del judaisme primerenc, a causa de la presència d'esclaus hebreus a Egipte. Però encara que l'himne d'Akhenaton a Aton ofereix evidència forta que Akhenaton considerava que Aton era el creador únic, omnipotent, l'adoració d'altres déus al costat d'Aton mai van cessar fora de la seva cort, i els cultes més vells politeistes aviat van recuperar precedència.
Aquest déu monoteista acostuma a ser representat, quan les restriccions religioses ho permeten, amb trets antropomòrfics, concretament masculins, encara que s'acostumi a dir que és una entitat abstracta. Pel que fa a Déu en el cristianisme només ho és representat així el Déu Pare (òbviament el Déu Fill és home: Jesucrist).

## Els déus dels politeismes
Cada mitologia té el seu propi panteó de déus. Usualment venen de personalitzar forces de la natura, sentiments, esdeveniments vitals o llocs de culte. Els més habituals són:
- Un déu suprem, que mana per sobre de tots els altres o rei dels déus (especialment en els panteons que s'organitzen com un llinatge familiar). Pot estar o no relacionat amb la creació de l'Univers.
- Déus lligats als cels: 
  - el déu del Sol.
  - el déu de la Lluna.
  - el déu del cel.
  - déus lligats a diversos fenòmens atmosfèrics (el tro, el llamp i el vent són els més comuns; la pluja pot pertànyer a una divinitat específica o lligar-se a la fertilitat, la vida o l'agricultura).
  - déu de la nit.
- Déus relacionats amb la terra:
  - déu de la terra (sovint en forma femenina).
  - déu de les aigües.
  - déu de l'inframon.
- Déus relacionats amb l'home:
  - déus que encarnen valors (justícia, honestedat, pietat...).
  - déus familiars (siguin els avantpassats o bé el déu pare, deessa mare....).
  - déu de la vida o de la fertilitat (sovint sota la forma femenina), en algunes cultures substituïts pels déus de la caça.
  - déu de l'amor.
  - déu de la mort.
  - déu de la guerra.
  - déu del temps.
  - déu de la salut.
  - déu del coneixement.
- Déus lligats a indrets concrets, com ara arbres, llindars i portes, llacs i fonts sagrades o muntanyes.
- El déu enganyador, sovint un semidéu que intenta burlar els homes i que pot acabar convertit per la tradició en un geni o dimoni.
- Herois o reis fundadors que s'han divinitzat per explicar el passat gloriós de cada poble.

## Visions conceptuals històriques de Déu
- Al principi, en temps de la Grècia i Roma clàssiques, se suposaven uns éssers sobrenaturals totpoderosos als quals feien referències en el seu art (literatura, escultura, arquitectura, etc.).
- El cristianisme va introduir el concepte de Déu observador com per fora del nostre món (a manera maqueta per a Ell), al qual mirava des de les altures i es comunicava de vegades directament.
- Galileu va concretar el concepte per segona vegada en postular que no érem el centre de l'Univers, sinó que giràvem entorn del Sol. A partir de Galileu ens vam veure com dins d'un sistema complex, i no com el centre de la Seva atenció.
- Més tard quan es va comprovar l'existència de més cosmos i la seva immensitat, sorgeixen nous enfocaments més cosmopolites com el naturalisme, el deisme i l'abstenció de religiositat o espiritualitat.
- L'últim concepte de Déu seria aquell que neix amb el nou mil·lenni: Déu ho és Tot. Des dels àtoms, les seves energies i tota la varietat d'esdeveniments estan controlats en la Seva perfecció.

Podem observar com a cada pas de l'home en el seu descobriment científic, canvia la visió de Déu.

## Teologia

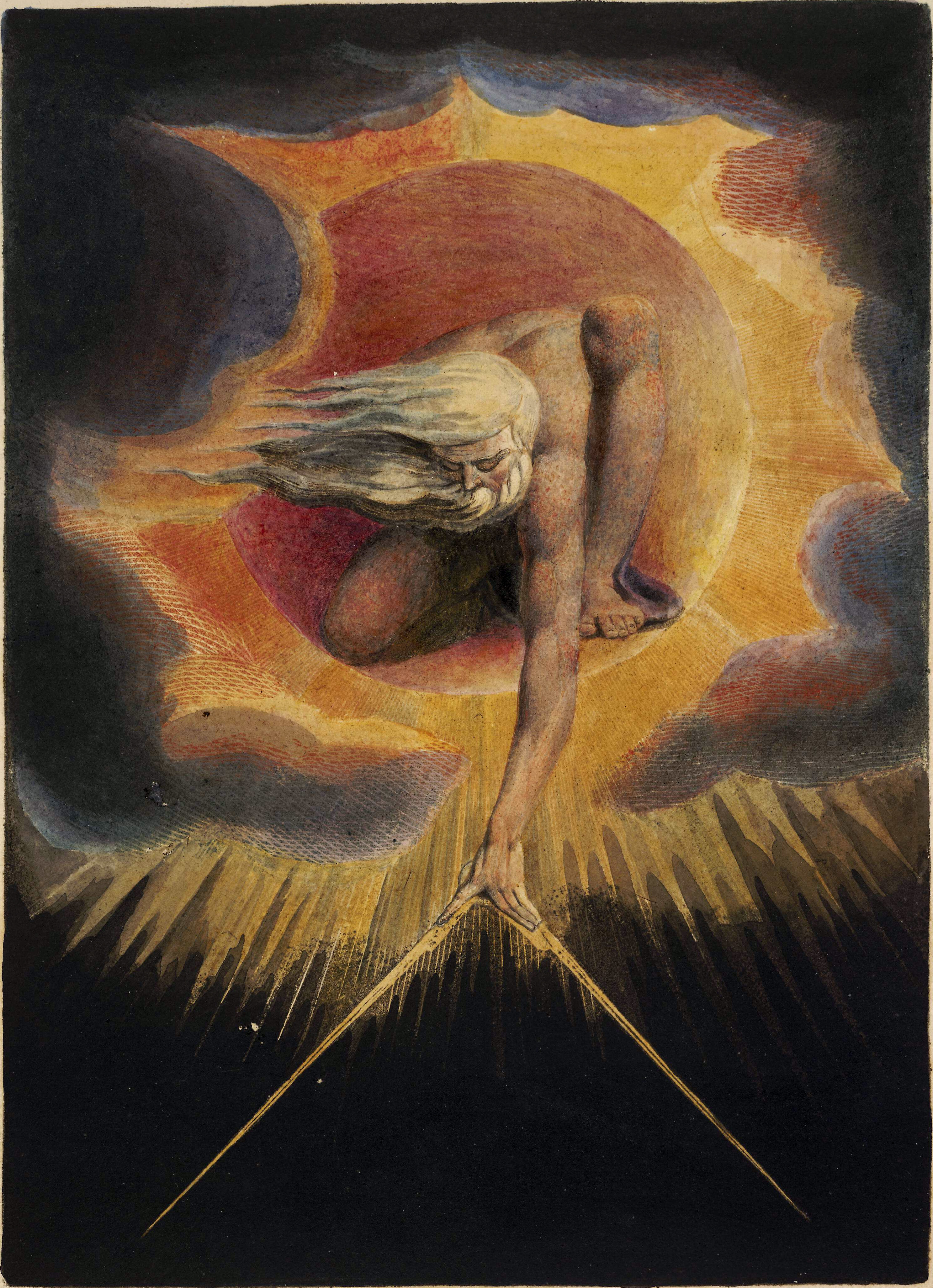
L'Ancià dels Dies. Pintura de William Blake La representació de Déu és necessàriament simbòlica, i generalment desaprovada per les religions monoteistes.

Teologia, literalment 'estudi de Déu' (en grec θεο [theo]: 'déu'; λογος [logos]: 'estudi o tractat'). Les societats, a més, se solen donar a si mateixes una moral de comportament inspirada en la revelació de la religió majoritària, que pot recollir-se en un llibre: per al cristianisme és la Bíblia completa, per al judaisme és el Tanakh (que per als cristians és l'Antic Testament de la Bíblia) i per a l'islam l'Alcorà.
Tomàs d'Aquino a la seva obra Summa Theologica (1266) sosté que es pot entendre l'existència del Déu cristià per cinc vies (s'entengui vies com a «maneres d'arribar a», no com a proves concretes):
1. Prova del moviment. Tot moviment o canvi suposa un moviment precedent. És inadmissible un moviment infinit, pel que cal un primer motor, al qual res no el mogui (tot té principi i final). A aquest primer motor l'anomenem Déu.
2. Per les causes eficients de les coses. Tot efecte pressuposa una causa. No es pot admetre una sèrie infinita d'efectes i causes, de manera que cal una primera causa eficient: Déu.
3. Per la contingència de les coses. Tot el que rep l'existència d'un altre és contingent, és a dir, no necessari. El que és contingent no té en si la necessitat, l'existència, més que per un altre. Així, doncs, cal un ésser necessari en forma absoluta per generar tots els contingents.
4. Pels graus de perfecció. Les coses no són perfectes, però participen d'una perfecció. Necessàriament, ha d'haver-hi un ésser en què es concentri tota la perfecció, quelcom que sigui causa de l'ésser, de la bondat, i de totes les perfeccions de què participen els homes i la resta de criatures.
5. Per l'ordre de l'Univers. El món revela que hi ha una finalitat intel·ligent en l'Univers: els éssers tendeixen a un bé que algú ha hagut de crear, i pel qual totes les coses naturals siguin ordenades per a si. Aquest ordre no pot estar en la naturalesa, sinó que ha de provenir d'una intel·ligència ordenadora, Déu.

La teologia pot tractar de les següents matèries:
- Apologètica: compara la visió cristiana amb la d'altres creences per intentar convèncer l'interlocutor perquè canviï d'opinió
- Estudis Bíblics: estudi de la Bíblia des de diferents perspectives, incloent-hi l'hermenèutica
- Teologia sistemàtica: conjunt d'escoles amb una visió concreta sobre la història de la teologia, com la feminista, la postmoderna...
- Dogmàtica: estudi dels dogmes i preceptes de les diferents esglésies i el seu fonament
- Ecumènica: compara la visió de les diferents branques del cristianisme o fins i tot d'altres religions sense voler convèncer l'altra persona
- Exegesi: interpretació del missatge bíblic
- Històrica
- Homilètica: estudia l'ús de la retòrica i altres mecanismes per millorar l'homilia i la predicació
- Moral
- Natural: aspectes fonamentals que no necessiten les escriptures
- Patrística: estudi dels Pares de l'església, els primers temps del cristianisme
- Filosòfica
- Pràctica: la vida diària dels religiosos
- Espiritual
- Dret

### La teologia i les lleis
En els estats confessionals la societat civil i la societat religiosa són entitats separades, però existeix una religió oficial i s'exigeix a les lleis civils que estan subordinades a les eclesiàstiques, amb la moral i el bé comú definits per la religió. La confessionalitat pot ser compatible amb la llibertat de culte, però no amb la igualtat entre les religions, movent-se les diferències entre la simple preeminència cerimonial o els privilegis fiscals per a la religió oficial i la prohibició d'exercir oficis públics per als membres d'altres religions o els no religiosos. En els estats teocràtics la màxima autoritat del govern li correspon al clergat, i tota la vida política està subordinada a la religió. Alguns règims moderns, com els règims autoritaris d'inspiració catòlica de Francisco Franco o Ante Pavelić, superen els límits de l'estat confessional sense arribar a ser teocràcies.
Estats teocràtics en l'actualitat:
- Vaticà: teocràcia non eligida
- Iran: teocràcia amb govern elegit
- Regne Unit: el sobirà és cap de l'església, els bisbes non eligits seuen de dret a la cambra alta del parlament. De fet, hi ha una llibertat religiosa i la reina no interfereix gaire en la legislació. La interferència de la cambra alta en temes ètics i la presència dels bisbes i altres persones non eligides són subjectes polèmics.
- Aràbia Saudita: monarquia teòcrata.

## Creença en déus
Una persona pot creure en l'existència d'un sol déu (monoteisme) o diversos (politeisme). També pot acceptar que un sol déu es mostra com a dos principis oposats, com la resta d'atributs de la natura (dualisme). Si pensa que un déu va crear el món o l'ésser humà però com una força cega, que es desentén del futur de la seva creació, se sol dir que segueix el deisme. Si s'és més partidari de l'acció continuada de Déu en el món, més enllà de l'acte de la creació, aleshores s'està optant per una postura teista.
Les persones que neguen l'existència de déus es denominen atees. La desaparició de la certesa d'existència de déu és comentada per autors com Nietzsche. Per a alguns d'aquests, el concepte de Déu ens ha deixat com seqüela una innombrable quantitat de tradicions i costums mantinguts en "el seu nom" que han deixat a l'ésser humà, com ser animal, en segon pla, cosa que ha fet girar la història de manera transcendental en contra d'ell mateix, deixant-lo subjecte a la voluntat d'aquest concepte intangible, i limitant la seva vida i criança per generacions i generacions sobre la base del seu discurs.
Les persones que ni afirmen ni neguen l'existència de déus, es denominen agnòstiques. No creuen ni en l'existència ni en la inexistència de déus.
El panteisme pensa que déu és pertot, ja que totes les coses tenen alguna cosa sagrada pel sol fet d'existir. Aquest concepte està emparentat amb l'anima mundi o el cosmos grec, amb el fluir de les religions orientals o l'animisme indígena.

### Distribució de creients

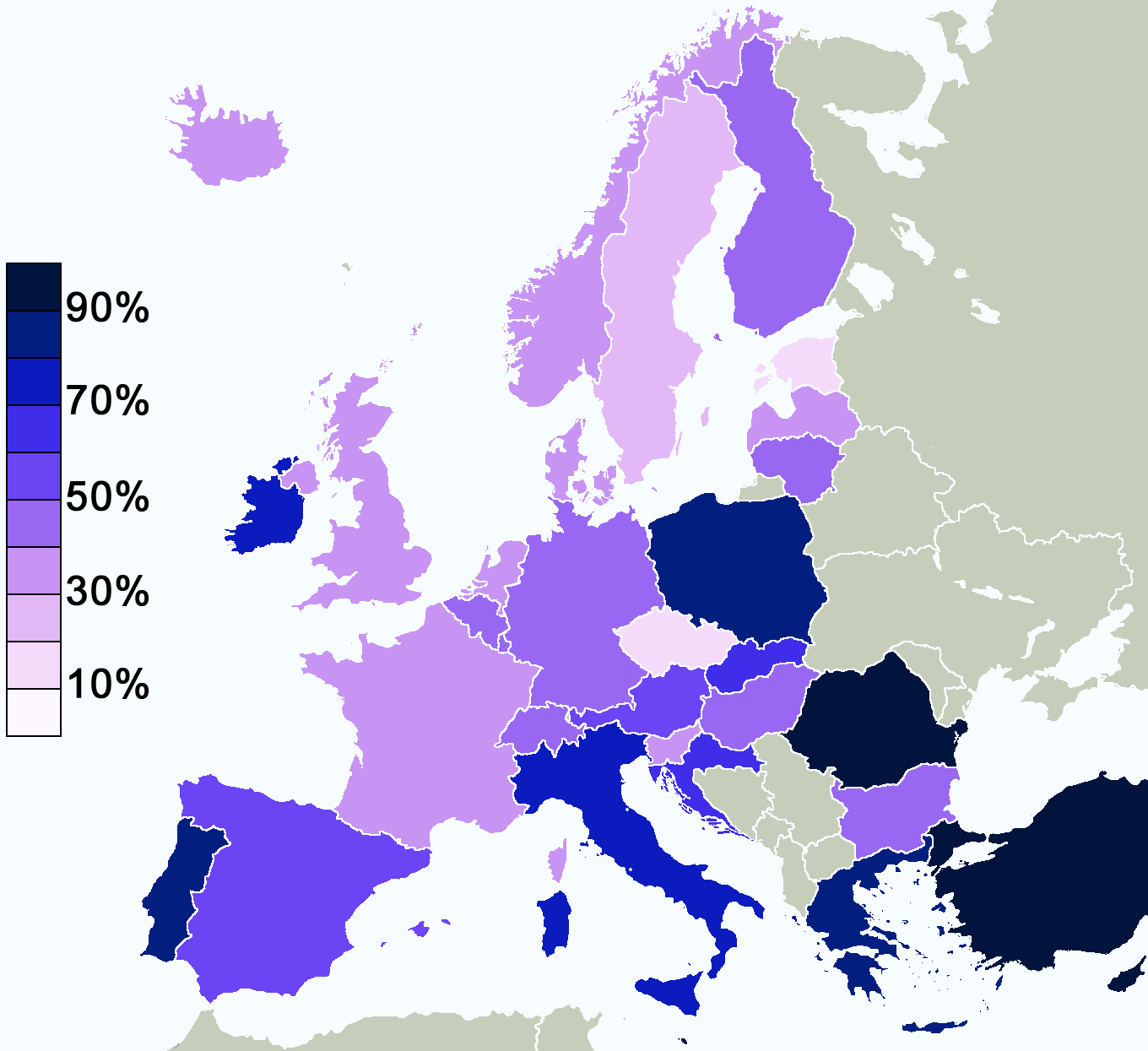
Percentatge de gent a Europa que diuen en el 2005 creure en Déu. Països de religió cristiana o musulmana.

L'any 2000, aproximadament el 53% de la població mundial s'identifica amb alguna de les tres religions Abrahàmiques (33% Cristians, 20% Musulmans, >1% Jueus), 6% són budistes, 13% són hinduistes, 6% són de religió xinesa tradicional, 7% altres religions, i la resta 15%, declaren ser no religiosos.

### Arguments a favor de l'existència de déus
Els creients han intentat demostrar l'existència de Déu, tot i que la religió afirma que és qüestió de fe i no de raó. L'argument més antic és el de força creadora: tot el que existeix ha de venir d'algun lloc, el no-res no pot engendrar un món per definició. Per tant, Déu seria el creador, el primer motor (Aristòtil) o causa primera del que és. Els partidaris de la teoria del disseny intel·ligent afegeixen que tant ordre no pot ser només fruit de l'atzar, tot i que els partidaris d'explicacions evolutives no parlen en cap cas d'atzar, sinó de selecció natural.
Si Déu és un ésser perfecte per definició (si no ho fos, no seria diví), ha de tenir entre els seus atributs l'existència, com afirmava Sant Anselm, ja que si no fos així, hom podria imaginar-se un altre ésser que tingués totes les característiques del primer més l'existència, essent llavors més perfecte. Per tant, el ser més perfecte ha d'existir. Igualment Descartes afirma que un ser infinit i perfecte no pot ser fruit de la ment humana, imperfecta i finita.
El testimoni dels profetes, l'existència de miracles i les visions de les persones sagrades serien proves personals de l'existència de déus, que no es qüestiona en societats politeistes. La creença en déus en societats separades i al llarg de totes les èpoques és per a alguns un altre argument, perquè la majoria de persones no poden estar equivocades si senten la necessitat d'atribuir allò no material o el seu origen a quelcom superior.

### Arguments en contra de l'existència de déus
No hi ha cap prova empírica de Déu, ja que per definició correspon a un altre món (encara que per als creients es manifesti en el món humà). Seguint el mètode de la navalla d'Occam, no cal multiplicar els éssers i, per tant, si no hi ha cap prova irrefutable que hi hagi déus, s'haurà de considerar que no n'hi ha fins que es demostri el contrari.
L'existència evident del mal desacredita un suposat Déu perfecte, ja que hauria creat un món imperfecte on és possible el pecat i la injustícia. La seva millor criatura, l'home, és alhora l'animal capaç de fer més mal. A més a més el lliure albir, la possibilitat d'actuar segons la llibertat personal, per a alguns pensadors és una prova que no pot existir un Déu suprem controlador.
D'altres afirmen que si l'Univers ha de tenir un origen, també Déu i s'arribaria a un cicle infinit de causes absurd. Déu seria, doncs, una idea que ha creat l'ésser humà per escapar d'aquest absurd per creure erròniament que tot ha de tenir una causa. La seva feblesa l'ajuden a imaginar una entitat superior, que a més compensa les penes del món amb una altra vida millor (com deien Marx o Nietzsche). Igualment serveix com a explicació per a tot allò que encara no ha trobat resposta (per aquest motiu determinades qüestions que abans s'explicaven per atributs divins ara tenen una explicació científica, com l'origen de l'ésser humà).

### Corrents filosòfics
- L'agnosticisme (del grec a: 'no' i gnosi: 'coneixement') és una postura religiosa o filosòfica sobre la religió d'acord amb la qual l'existència o no d'un déu o una mitologia de deïtats, és desconeguda. En algunes versions (agnosticisme feble) aquesta falta de certesa o coneixements és una actitud personal relacionada amb l'escepticisme. En altres versions (agnosticisme fort) s'afirma que el coneixement sobre l'existència o no d'éssers superiors no solament no és coneguda sinó que no és cognoscible. Finalment hi ha versions (apateísme) en les quals s'afirma que l'existència o no d'éssers superiors no solament no és coneguda sinó que és irrellevant o supèrflua.
- El deisme és la postura que es basa en la creença filosòfica en un déu, ser suprem, o principi establert per la raó i l'evidència, sense acceptar la informació addicional suposadament revelada, tant la continguda a determinats llibres, com la Bíblia o l'Alcorà, com la rebuda a través de determinades persones. El deista sol creure en un ésser creador o que ha establert l'Univers i els seus processos, però que no es comunica amb el ser humà i a qui no es poden elevar pregàries.
- L'ateisme no es fa servir per designar qui no creu en un déu particular però sí en alguna força sobrenatural o principi generador. El terme ateisme es pot referir a dues actituds diferents: la indiferència per l'existència de les divinitats o els seus preceptes, i la no creença en la possibilitat o en la realitat de la seva existència.

Emblema de l'ateisme

L'ateisme escèptic (en contraposició amb l'ateisme creient) és una varietat d'ateisme en la qual s'afirma que l'existència d'un o més déus és dubtós, improbable o insuficientment demostrat. Aquest vessant correspon a l'absència de creença en l'existència de divinitats i pot ser millor comprès quan se la compara amb l'ateisme fort. També se la coneix com a ateisme feble (en contraposició amb el fort) o ateisme negatiu (en contraposició amb l'ateisme positiu) o ateisme implícit (en contraposició amb l'explícit). Es diu ateisme escèptic en el sentit que sense proves no pot donar crèdit ni si més no a l'ateisme fort.
L'ateisme pràctic no es pronuncia sobre l'existència de Déu, però no li dona cap valor en la vida real, mentre que el teòric és aquell que no admet l'existència d'un ser transcendent.
L'ateisme teòric pot prendre diferents formes: 
- L'Ateisme científic que oposa Déu i la natura. De la inutilitat de Déu en la pràctica científica es conclou la seva inexistència, substituint-lo a vegades per altres entitats.
- L'ateisme existencialista sustentat en la contradicció entre Déu i el mal.
- L'Ateisme humanista que proposa la incompatibilitat entre Déu i llibertat humana.
- L'Ateisme ontològic, que oposa l'infinit a Déu, retreu al cristianisme haver anul·lat l'infinit pròpiament humà.
- El teisme (del grec theos, "déu") és el pensament, doctrina o creença en l'existència d'un déu o déus.[10]

De manera específica, és la creença en un ésser suprem que ha creat i que sosté l'Univers, tot restant diferenciat d'aquest univers; altrament dit, és la creença en un déu personal, creador i provident.
El teisme és un pensament eminentment teològic, però pot ser també una opció filosòfica o espiritual personal, sense el suport de cap doctrina religiosa en particular, que admet l'existència d'un déu que ha creat l'Univers i el transcendeix.

### Altres creences
Hi ha diversos sistemes religiosos en els quals no s'esmenta ni s'estudia l'existència de Déu (en el budisme, l'advaita vedanta, el discordianisme).
Per a la doctrina de l'espiritisme, Déu és la intel·ligència suprema, causa primera de totes les coses, etern, immutable, immaterial, únic, omnipotent, sobiranament just i bo.
El panteisme sosté que l'Univers sencer és Déu mateix. S'han identificat elements de panteisme en alguns cultes primitius d'adoració a la naturalesa.

## Representació
Els déus se solen representar com a antropomòrfics, de manera que són com éssers humans però amb propietats extraordinàries. Alguns d'ells adopten la forma d'animals o elements naturals, i llavors els seus creients veneren aquelles manifestacions a la terra (com el culte al Sol, per exemple). Algunes religions prohibeixen explícitament representar déu en una imatge, ja que no pot assimilar-se a cap element que visqui a la Terra, car és una entitat abstracta i incorpòria. Per això el judaisme combat els ídols com a símbol de blasfèmia, per exemple.
Al politeisme hi ha déus i deesses i éssers hermafrodites, mentre que per a les grans religions déu és un ésser sense gènere per la seva abstracció. La paraula per representar-lo (i moltes de les obres inspirades en aquest concepte) és masculina, però. Alguns estudiosos ho relacionen amb el masclisme de les societats antigues, ja que els primers cultes atorguen naturalment el gènere femení a la primera entitat (la creació de vida s'assimila al paper de la dona).

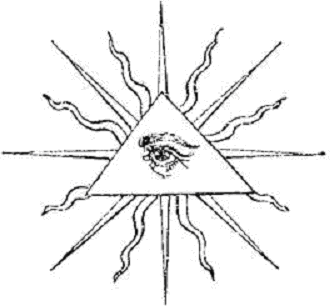
Representació abstracta de Déu
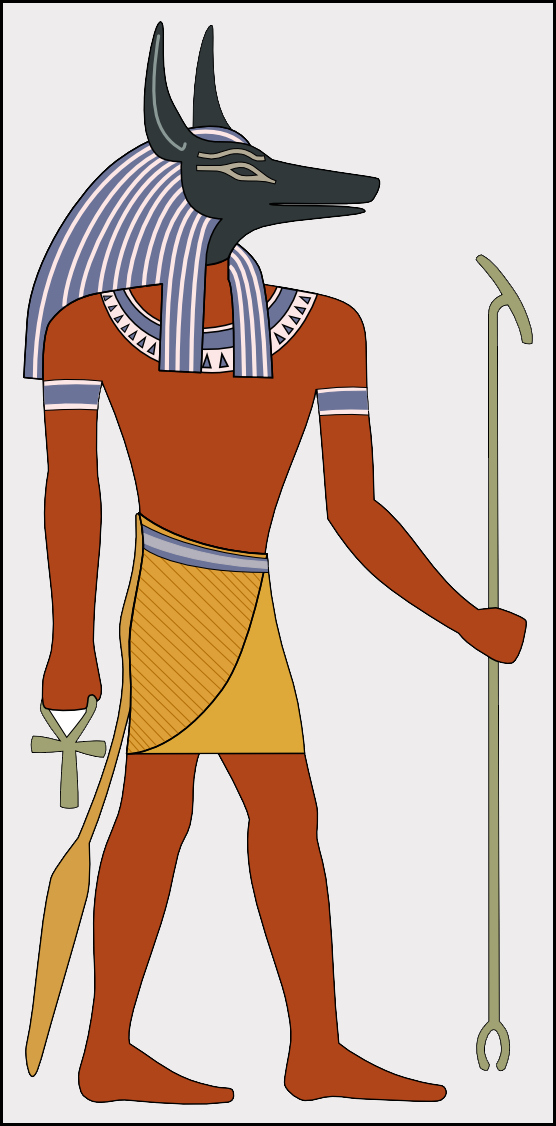
Anubis, déu egipci de la momificació
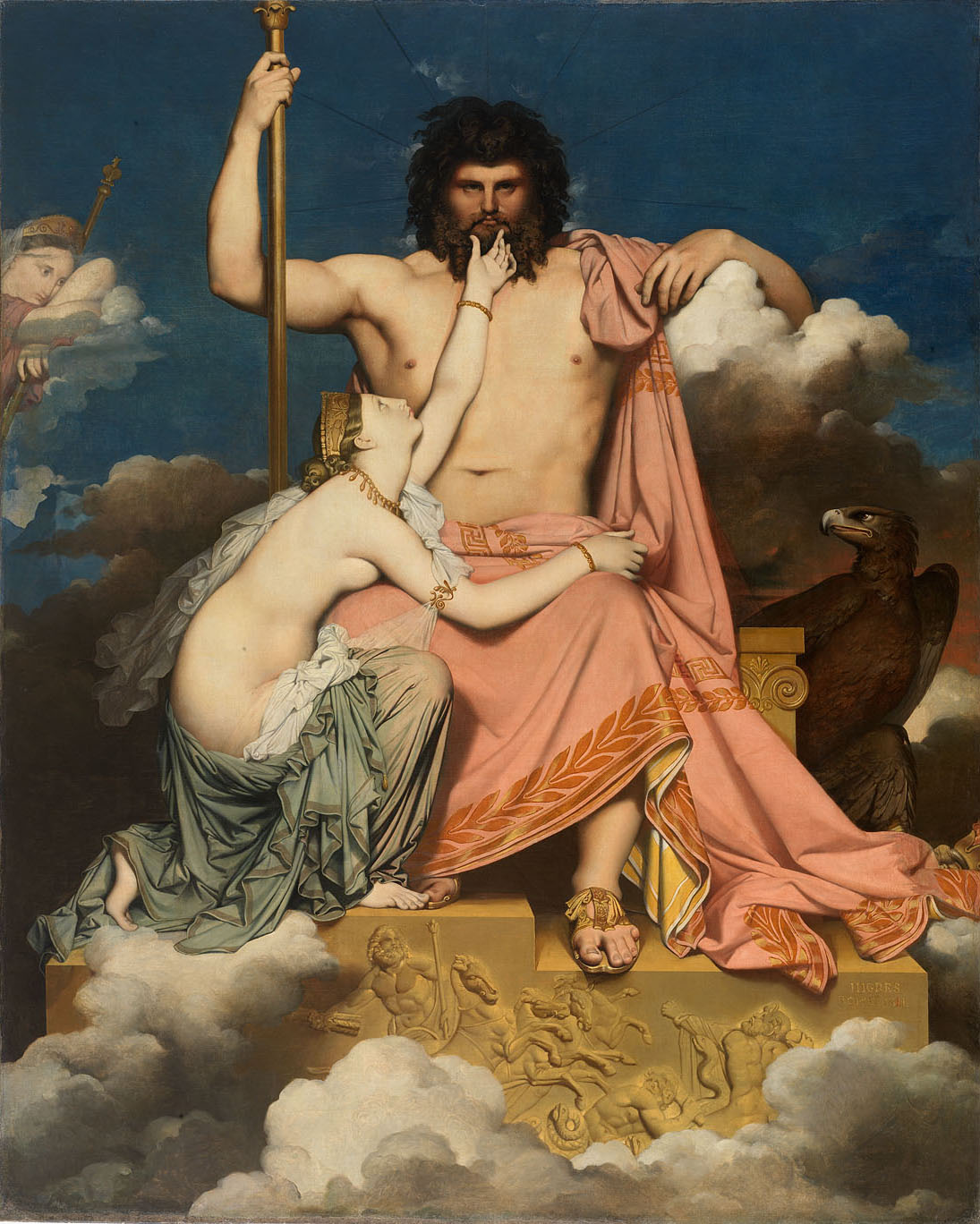
Els déus romans, Júpiter i Tetis
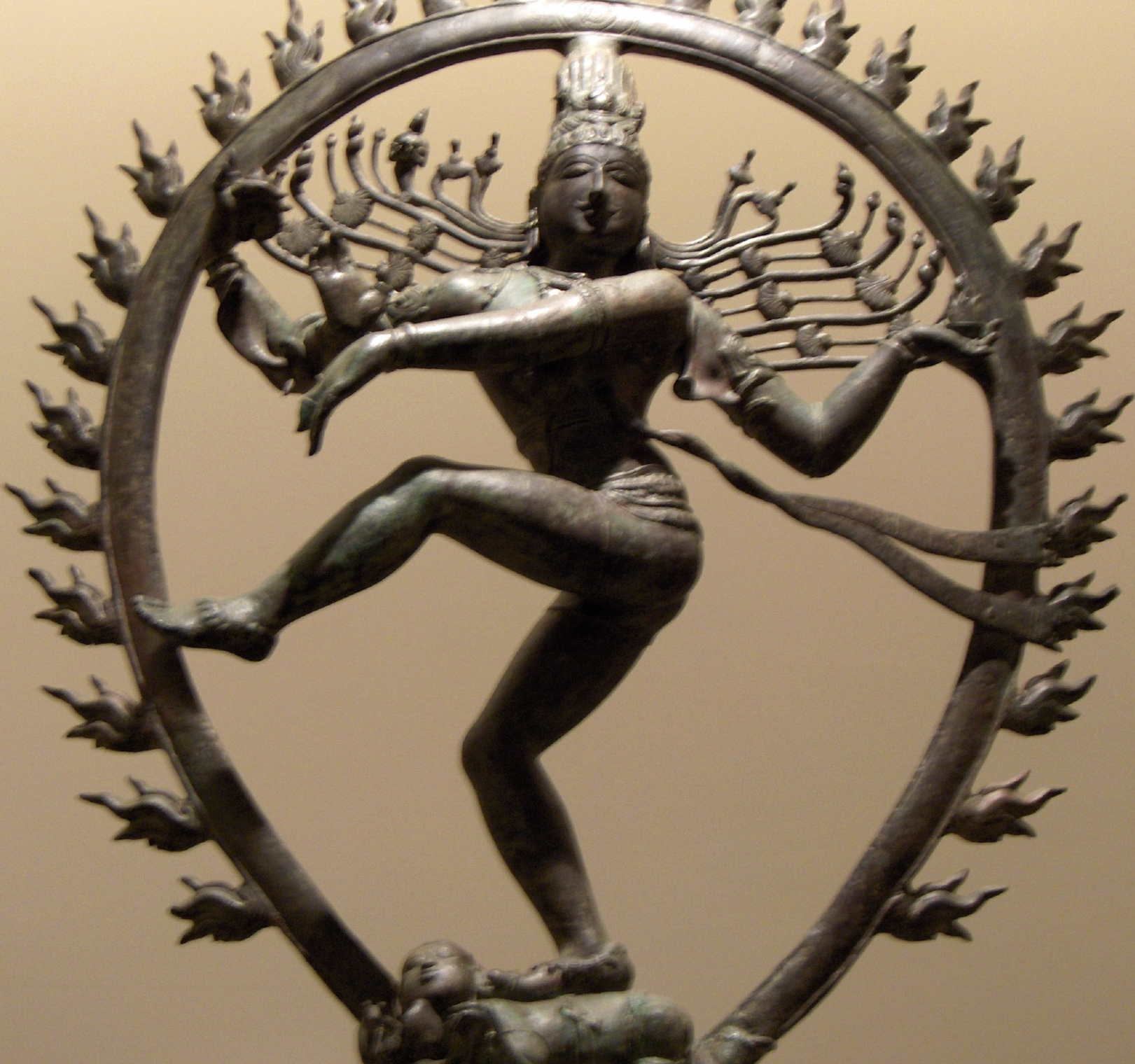
Xiva dansant, mitologia hinduista